# Parafia św. Stanisława Biskupa i Męczennika w Żurominku
Parafia pw. Świętego Stanisława Biskupa i Męczennika w Żurominku – parafia rzymskokatolicka należąca do dekanatu strzegowskiego, diecezji płockiej, metropolii warszawskiej. 

## Miejsca święte

### Kościół parafialny
Kościół pw. św. Stanisława Biskupa i Męczennika w Żurominku